# Cohoba

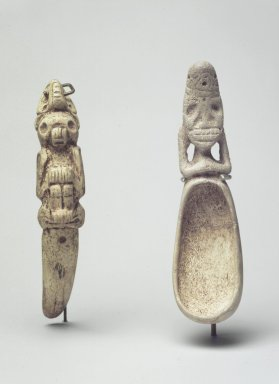
Cuchara y espátula taínas de hueso utilizadas en el ritual de la cohoba, siglos XII-XV

Cohoba, o cojoba, es una transliteración que hace una referencia a una ceremonia de los indios taínos en la que se inhalaban las semillas molidas del árbol cojóbana (Anadenanthera peregrina):el ritual de la cojoba. El polvo, también llamado cojoba, contenía sustancias que  producían un efecto alucinógeno, enteogénico o psicodélico.
La práctica de inhalar cohoba era popular entre los pueblos taíno y arahuaco, con quienes Cristóbal Colón se puso en contacto. Sin embargo, el uso del polvo de Anadenanthera spp. estuvo muy extendido en América del Sur, siendo utilizado en la antigüedad por la cultura wari y la cultura tiwanaku de Perú y Bolivia y también por el pueblo yanomami de Brasil y Venezuela. Otros nombres para las especies de Anadenanthera incluyen vilca, cebíl y yopó. En las culturas wari y tiwanaku, se usaba una tableta de rapé junto con un tubo de inhalación.
Fernando Ortiz, el fundador de Estudios Culturales Cubanos, ofrece un análisis detallado del uso de la cohoba en su importante obra antropológica, Contrapunteo cubano del tabaco y el azúcar.